# Прапор Рави-Руської
Прапор Рави-Руської — офіційний символ міста Рава-Руська Львівської області. Затверджений 8 червня  2010 року рішенням сесії міської ради.
Автор — Андрій Гречило.

## Опис прапора
Квадратне полотнище; що складається з двох рівновеликих горизонтальних смуг — верхньої синьої та нижньої жовтої, розділених зубчасто, поверх них посередині прапора кадуцей у обернених кольорах.

## Зміст
Основою для сучасного символу став сюжет з печаток міста з ХVIII–ХІХ ст. із зображенням брами з трьома вежами. Доповнений жезлом Меркурія — кадуцеєм, який символізує виникнення Рави-Руської на історичному торговельному шляху та теперішнє розташування біля державного кордону і знаходження тут митниці.
Квадратна форма полотнища відповідає усталеним вимогам для муніципальних прапорів (прапорів міст, селищ і сіл).